# Buddy Bregman
Louis Isidore "Buddy" Bregman (Chicago, 9 de julio de 1930 – Los Ángeles, 8 de enero de 2017) fue un arreglista y director de orquesta estadounidense. 

## Biografía
Nació en Chicago. Su padre era un ejecutivo de la industria siderúrgica. Su tío era el compositor Jule Styne. Pasó los veranos en Hollywood con Styne, observándolo componer música. Bregman escribió su primer arreglo cuando tenía once años. 
Después de dos años en la Universidad de California en Los Ángeles, la dejó para seguir una carrera en la música.  Escribió un arreglo para la canción "Bazoom I Need Your Lovin'" (1954) de The Cheers, escrita por Jerry Leiber y Mike Stoller.  En 1955 fue nombrado director de orquesta del Gary Crosby Show de la radio CBS.
A la edad de 25 años, se convirtió en jefe de artistas y repertorio (A&R) en Verve Records, fundada y dirigida por Norman Granz, después de reunirse con Granz en la casa de Rosemary Clooney y José Ferrer. Organizó y dirigió el primer sencillo de Verve (I'm With You/The Rock and Roll Waltz) y el primer álbum, Anita, ambos con la voz de Anita O'Day. En 1956, arregló y dirigió tres álbumes que fueron certificados platino por la RIAA. Las dos primeras grabaciones de los cancioneros de Ella Fitzgerald fueron arregladas por Bregman: las entradas de Cole Porter y Richard Rodgers. También arregló varios de los primeros sencillos de Verve de Fitzgerald. Al enterarse de que Bing Crosby había terminado su contrato exclusivo con Decca, en 1956 concibió, arregló y dirigió Bing Sings Whilst Bregman Swings, que fue certificado platino. Durante el mismo año, fue arreglista y director de The Greatest!! Count Basie Plays, Joe Williams Sings Standards. También arregló y dirigió álbumes de Toni Harper, Jane Powell, Ricky Nelson y su amigo Fred Astaire, incluidas varias canciones del propio Astaire.
Bregman arregló y dirigió temas como Let There Be Love (Trend) para Bobby Short, Rock-A-Bye Your Baby With A Dixie Melody (Decca) para Jerry Lewis y The Wayward Wind (Era) para Beca Gogi.
Además, produjo una selección de sus propios álbumes instrumentales, como The Gershwin Anniversary Album, Funny Face & Other Gershwin Tunes, Swinging Kicks, Swingin' Standards, Dig Buddy in Hi-Fi, Symphony of the Golden West, Anita O'Day – Rules of the Road, and That Swing. Después de dejar Verve, se convirtió en director musical de The Eddie Fisher Show y luego de su propio programa, The Music Shop.
Participó en la creación de las partituras y orquestaciones de varias películas de este período: Five Guns West (1955), Crime in the Streets y The Wild Party (ambas de 1956), The Pyjama Game (1957), incluida la música de todas las canciones de Bob. Números de baile de Fosse, The Delicate Delinquent, Born Reckless (1958), Secret of the Purple Reef (1960) y The Cat Burglar (1961).
A principios de la década de 1960, se convirtió en productor y director de televisión. Después de producir varios especiales de televisión en Europa, David Attenborough lo contrató para la BBC 2 en 1964. En 1966, fue nombrado jefe de entretenimiento ligero de la empresa ITV de lunes a viernes Rediffusion London.
Luego escribió Jump Jim Crow, un musical para la Royal Shakespeare Company, y se trasladó a la producción cinematográfica y televisiva independiente con sede en Londres. Produjo y dirigió The New-Fangled Wandering Minstrel Show, un especial de televisión protagonizado por Olivia Newton-John y Georgie Fame.

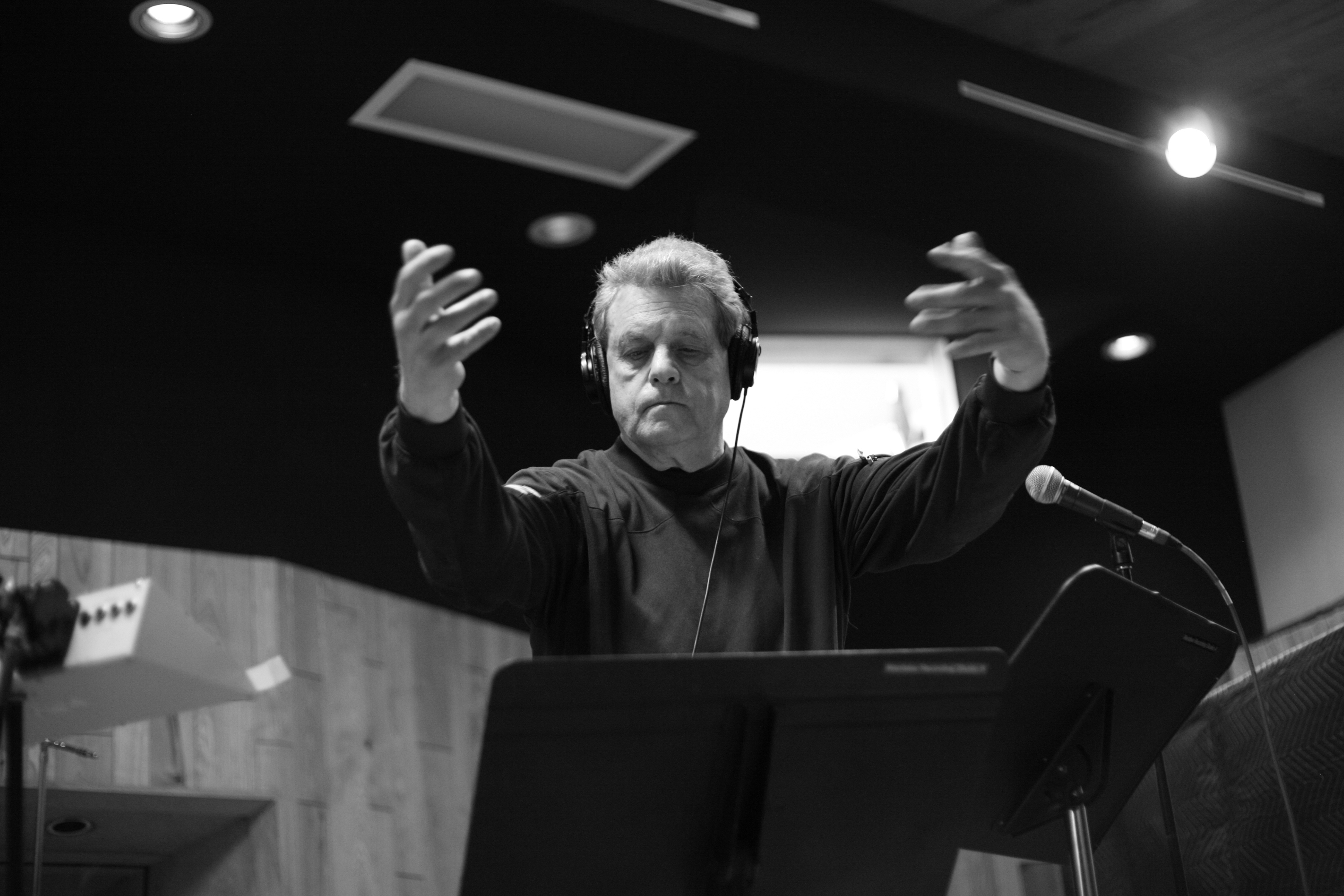
Bregman dirigiendo las sesiones finales de su álbum en Studio D, Westlake Recording Studios, mayo de 2006.

Después de regresar a Estados Unidos, trabajó como productor y director de programas de televisión.
A finales de 2004, se le asignó la tarea de arreglar y dirigir un álbum vocal de 16 pistas de estándares pop/jazz antiguos y nuevos. Cuenta con una big band de 18 integrantes de los acompañantes de la costa oeste, Hubert Laws, Ricky Woodard, Charles Owens, George Bohannon, Bobby Rodriguez, Patrice Rushen, Roberto Miranda y otros. Estas sesiones se grabaron durante dos días en mayo de 2006 en el estudio exclusivo diseñado por Quincy Jones/Michael Jackson, 'D', en Westlake Recording Studios, con Charley Harrison de UCLA y CJO como director general. El álbum fue concebido y producido por él mismo por el actor y barítono aficionado Tom Mark. Mark grabó las voces en Westlake Recording Studios en mayo y noviembre de 2006. Bregman también grabó voces 'scratch' contra todas y cada una de sus propias pistas de sesión durante el tiempo de inactividad del estudio en Westlake.
Entre 1961 y 1988 estuvo casado con la actriz Suzanne Lloyd; la pareja tuvo una hija, Tracey E. Bregman, actriz de telenovelas. El 8 de enero de 2017 confirmó que Bregman había muerto por complicaciones de la enfermedad de Alzheimer, que padecía durante muchos años. 